# Lợn peccary khoang cổ
Lợn peccary khoang cổ (danh pháp hai phần: Pecari tajacu) là một loài động vật có vú trong họ Tayassuidae, bộ Artiodactyla. Loài này được Linnaeus mô tả năm 1758. Loài này được tìm thấy ở Bắc, Trung và Nam Mỹ. Nó là thành viên duy nhất của chi Dicotyles.

## Hình ảnh

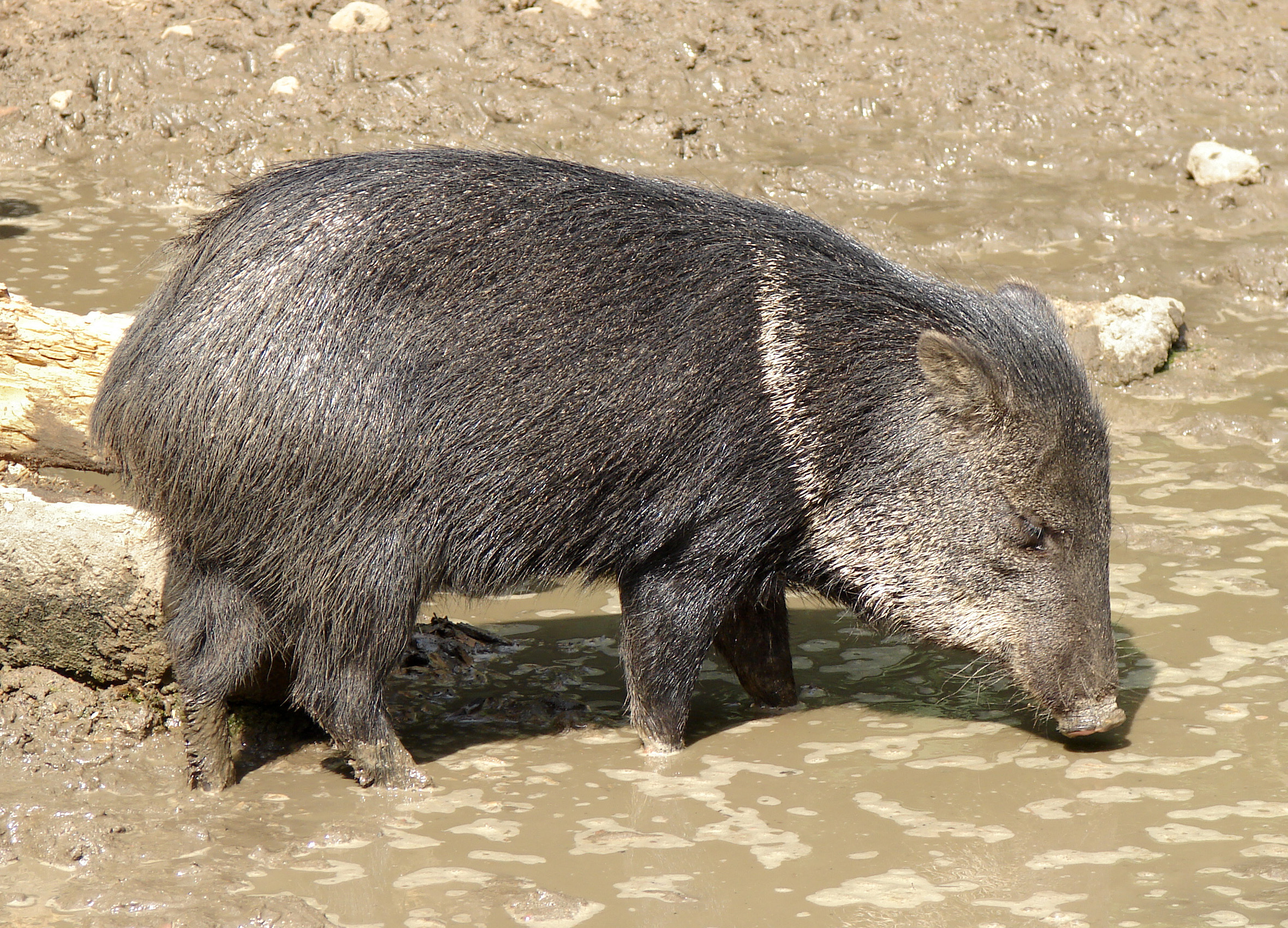
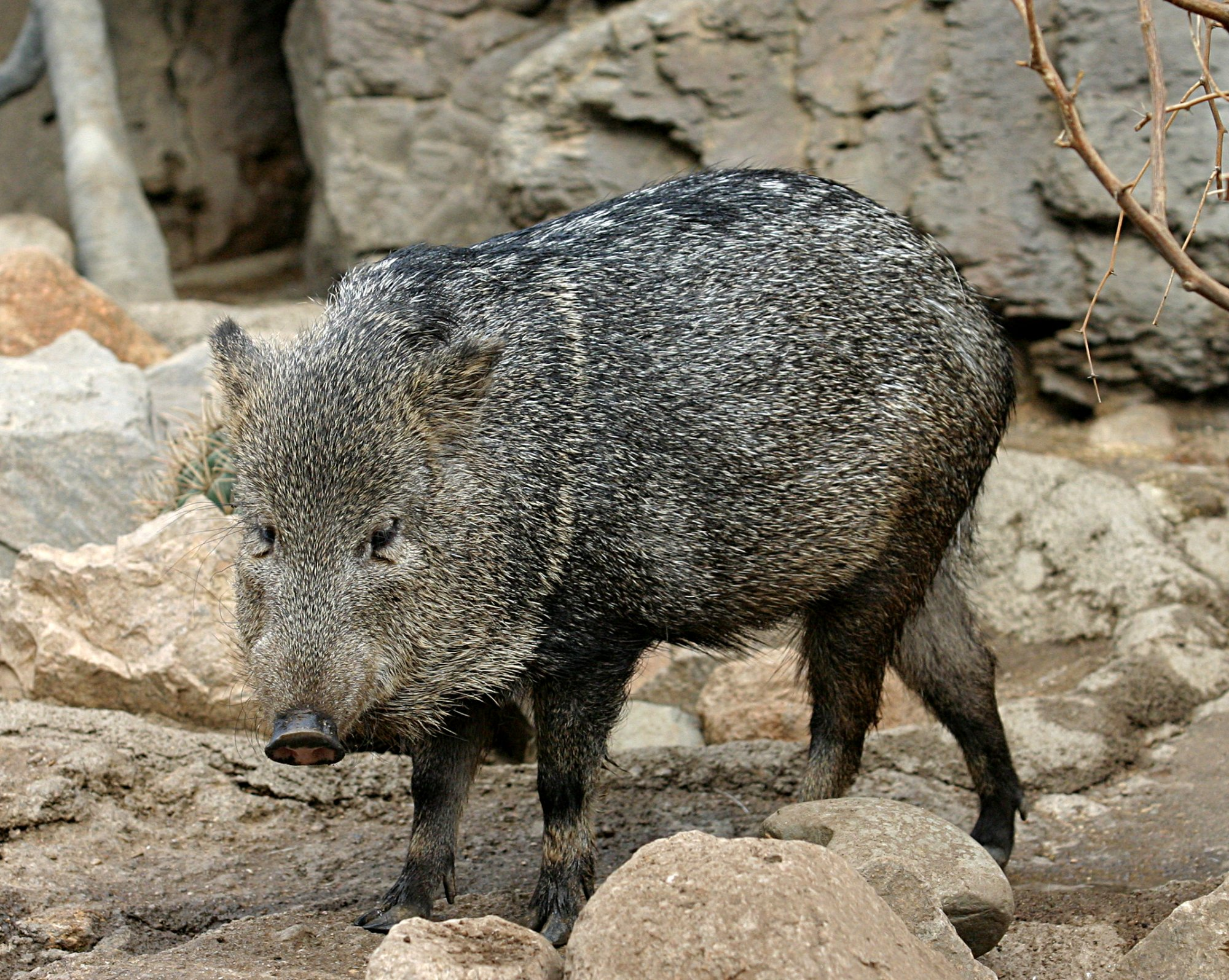
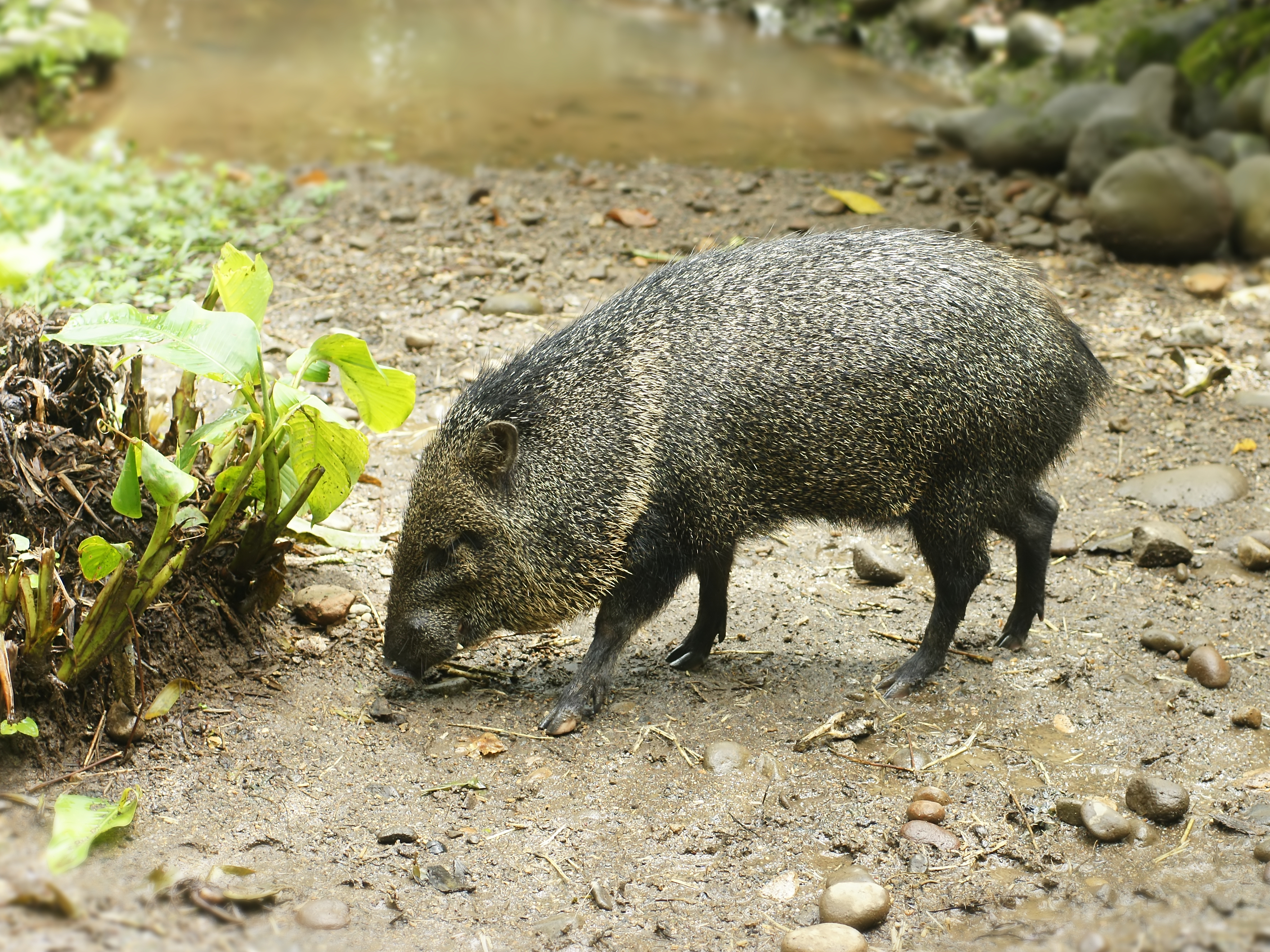
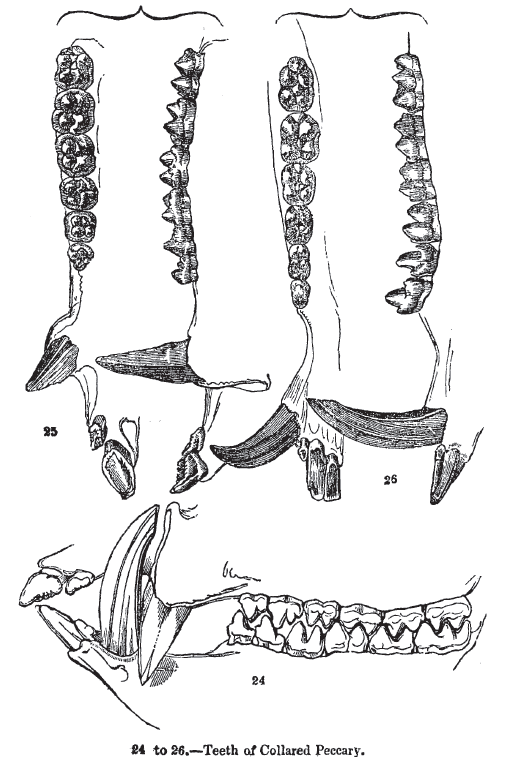

## Mô tả
Loài này cao 510–610 mm (20–24 in) đến vai và dài 1-1,5 m. Cân nặng 16–27 kg. Công thức răng is: 2/3,1/1,3/3,3/3. Lợn peccary khoang cổ có những chiếc nanh nhỏ hướng xuống đất khi con vật đứng thẳng. Nó có đôi chân thon thả với thân hình cường tráng hoặc chắc nịch. Đuôi thường ẩn trong bộ lông thô.